# Koshantschikovius substriatus
Koshantschikovius substriatus är en skalbaggsart som beskrevs av Schmidt 1911. Koshantschikovius substriatus ingår i släktet Koshantschikovius och familjen Aphodiidae. Inga underarter finns listade i Catalogue of Life.